# Tra Vinh
Tra Vinh (på vietnamesiska Trà Vinh) är en stad i Vietnam och är huvudstad i provinsen Tra Vinh. Folkmängden uppgick till 98 699 invånare vid folkräkningen 2009, varav 81 549 invånare bodde i själva centralorten.